# Paracentrobia xanthogaster
Paracentrobia xanthogaster is een vliesvleugelig insect uit de familie Trichogrammatidae. De wetenschappelijke naam is voor het eerst geldig gepubliceerd in 1912 door Girault.